# Геопоэтика
Геопоэтика — новое международное понятие, приобретающее черты научного термина и охватывающее разнообразнейшие творческие способы взаимодействия человека с географическим пространством, с территориями и ландшафтами: медитативно-путешественные, литературно-художественные, проективно-прикладные, научно-исследовательские и иные. В наиболее общем научном определении, геопоэтика — это «работа с ландшафтно-территориальными (географическими) образами и/или мифами».

## История термина

Игорь Сид, куратор Боспорского форума, на презентации своей книги "Геопоэтика" в Институте Африки РАН 9.11.2017.

Термин «геопоэтика» изобретался неоднократно, всякий раз как некая гуманистическая альтернатива геополитике, нередко — как попытка воссоединить человека с природой, чтобы предотвратить будущую техногенную катастрофу.
Автором неологизма долго считался шотландско-французский поэт и эссеист Кеннет Уайт, однако в одной из своих работ Уайт признался: «мне подсказали, что это слово и раньше промелькивало в иных литературных и научных контекстах... Но отстаиваю я не право изобретения термина, а поэтическое истолкование его» (Альбатросова скала (Введение в геопоэтику). Из книги: Le Plateau de l’albatros: Introduction à la géopoétique. Paris: Grasset, 1994. Перевод с французского Василия Голованова)..
Исторически первое, из известных на сегодня, применение русской версии термина «геопоэт» (субъект геопоэтической деятельности) датируется не позднее чем 1956 годом и сделано советским геологом академиком В. А. Обручевым в отношении его австрийского коллеги, классика геологической науки Эдуарда Зюсса (1831–1914). «Эпитет «геопоэт» является почётным. В общении с природой — величайшим поэтом — Зюсс черпал вдохновение, облекая свои научные труды в художественную форму…», — писал Обручев.
В 1988 году, как утверждает веб-сайт Сербского литературного общества, в Белграде изданы «Геопоэтические басни» поэта и прозаика Владислава Баяца; в 1993 году им основано в Белграде издательство гуманитарной и художественной литературы «Геопоэтика». В 1989 году во Франции поэтом и эссеистом Кеннетом Уайтом создан Институт геопоэтики. В 1995 году в России поэтом и эссеистом Игорем Сидом создан Крымский геопоэтический клуб, в 1996 проведена первая научная геопоэтическая конференция. В настоящее время центры геопоэтики открыты в Бельгии, Германии, Италии, Канаде, Сербии, США, Швейцарии и Шотландии.
Первая международная антология геопоэтических текстов, с участием Владимира Абашева, Юрия Андруховича, Андрея Балдина, Андрея Битова, Михаила Гаспарова, Василия Голованова, Екатерины Дайс (научный редактор и автор предисловия), Владимира Ешкилева, Сергея Жадана, Дмитрия Замятина, Владимира Каганского, Сергея Кузнецова, Александра Люсого, Андрея Полякова, Рустама Рахматуллина, Евгения Сабурова, Игоря Сида, Кеннета Уайта, Татьяны Хофманн и других авторов (всего более 30 участников из девяти стран мира), издана Крымским клубом совместно с издательством «Арт Хаус медиа» в 2013 году. Составителем сборника, представившего как классические тексты по геопоэтике, так и спектр современных взглядов на эту проблематику, выступил Игорь Сид — модератор диалога между различными направлениями в геопоэтике, автор книги "Геопоэтика".

## Основные направления в геопоэтике

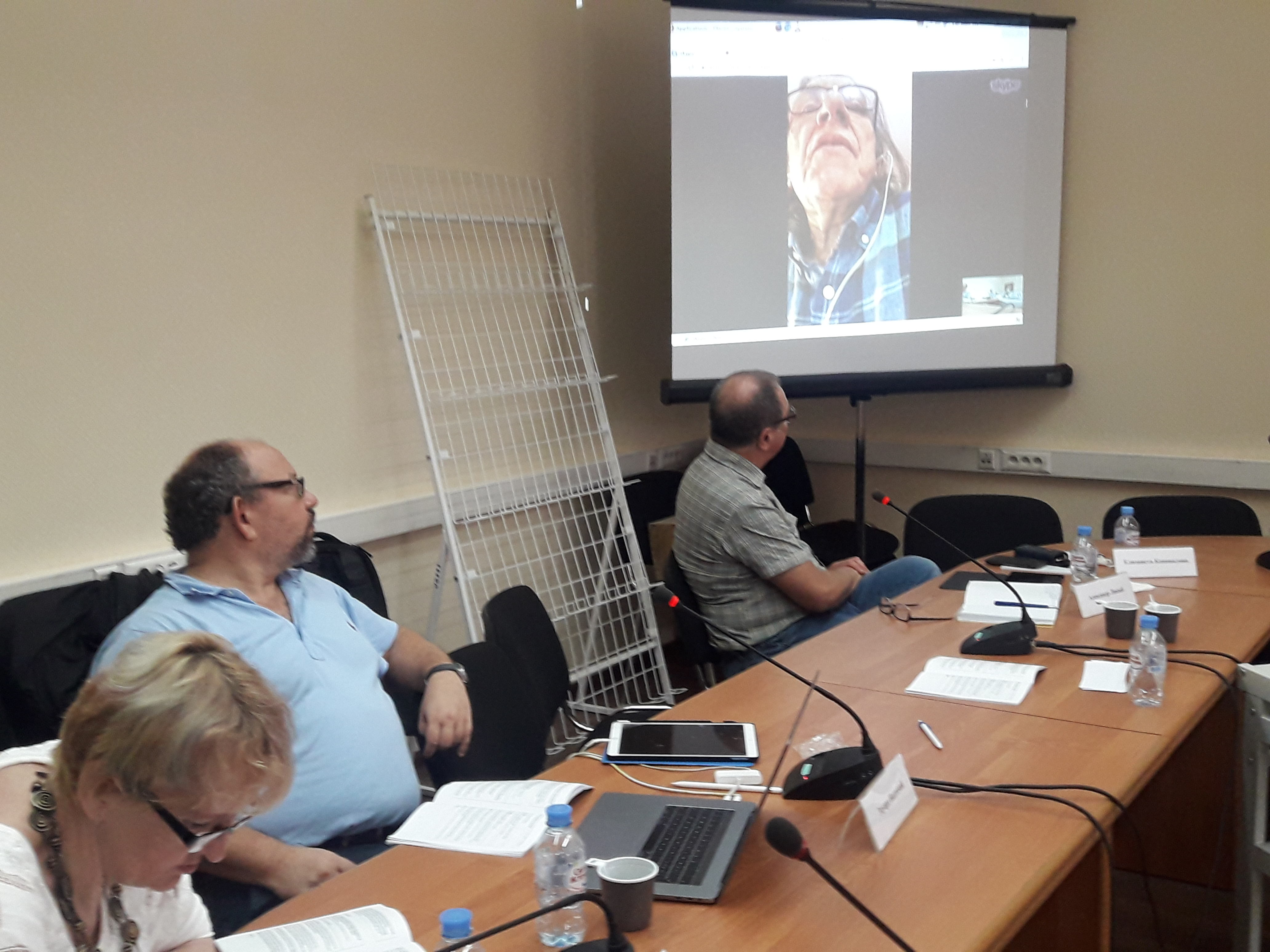
3-я Международная конференция по геопоэтике (соорганизаторы Институт философии РАН и Крымский геопоэтический клуб). С докладом выступает поэт, переводчик, филолог Ян Пробштейн (США). Сидят, слева направо: Мария Надъярных, Эдуард Надточий (Швейцария), Александр Люсый. 19.05.2018. Фото сомодератора конференции Игоря Сида.

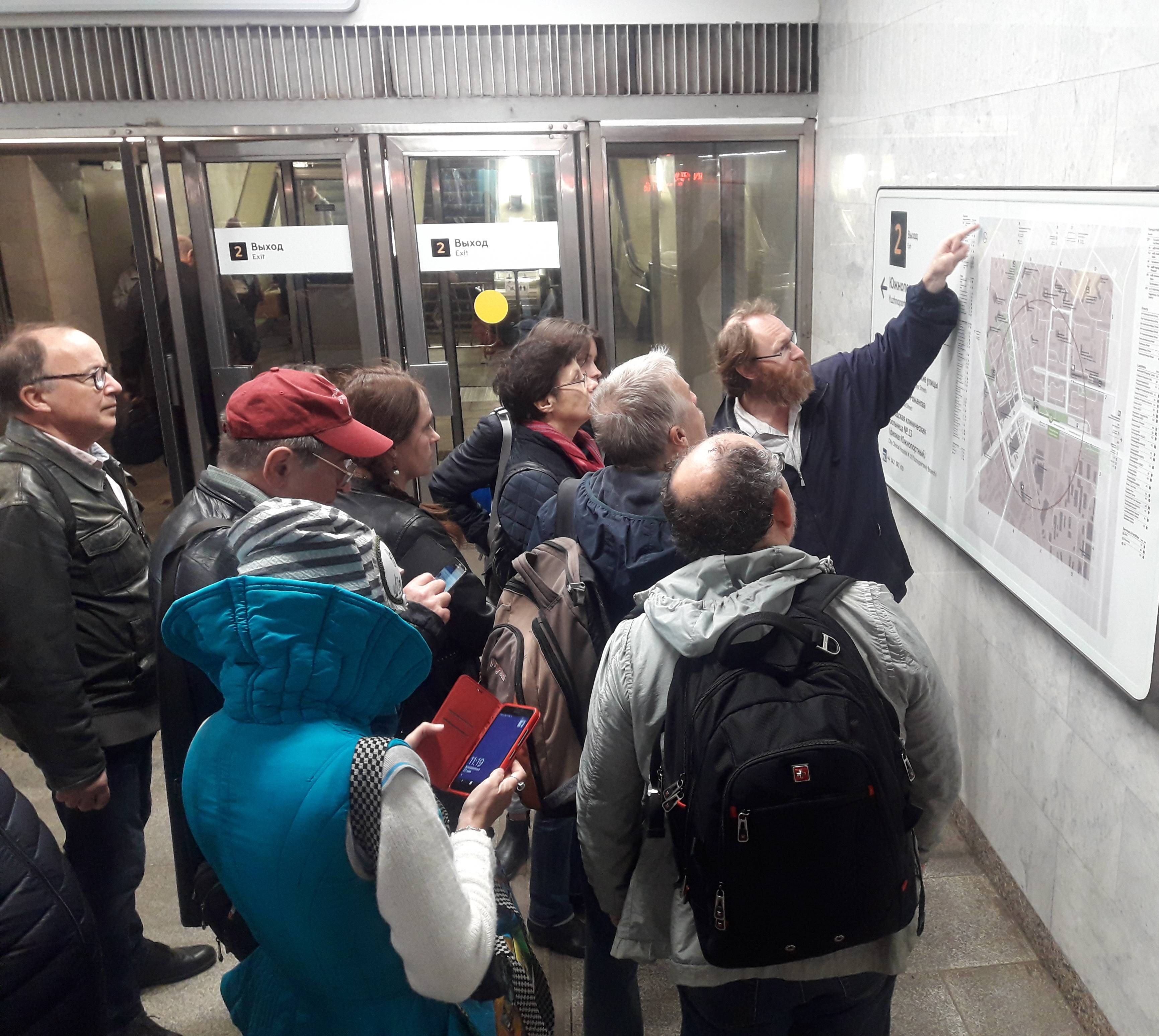
Поэт Александр Курбатов (справа) показывает участникам 3-й Международной конференции по геопоэтике маршрут предстоящей мини-экспедиции по заброшенным местам Москвы. 20.05.2018.

К настоящему времени в геопоэтике сложились следующие основные направления:
- художественная геопоэтика — тексты на темы особого эколого-мистического отношения к планете Земля, к её ландшафтам и территориям. Этот вид геопоэтики фактически является «литературным продолжением» глобального молодёжного эзотерического движения New Age; представителями направления являются Кеннет Уайт во Франции, Василий Голованов — его последователь в России;

- прикладная или проективная геопоэтика — создание, путём реализации экспериментальных культурных и научных проектов, новых ландшафтно-территориальных мифов, либо корректирование мифов старых, давно сложившихся; направление инициировано в середине 1990-х годов акциями Боспорского форума современной культуры (в том числе, в жанре лэнд-арта);

- научная геопоэтика — исследования по поэтике географических образов в литературе и искусстве; направление инициировано в 1996 году Крымским геопоэтическим клубом, проведшим первую (1996) и вторую (2009) международные конференции по геопоэтике; первая профильная диссертация в России защищена в 2008 году: А. Подлесных, «Геопоэтика Алексея Иванова в контексте прозы об Урале».[6]
- негативная геопоэтика — концепт, предложенный лозаннско-сорбоннской исследовательской группой славистов (Эдуард Надточий, Анастасия де ля Фортель, Анн Кольдефи-Фокар) «на основе синтеза всех лишенных памяти и социальной означенности локальных детерриториализаций — будь то „не-место“ урбанизма, индустриальная „заброшка“, места природно-техногенных катастроф, природные аномалии или места „чёрного“ туризма вроде заброшенных лагерей, тюрем и мест массовой гибели людей». Негативной геопоэтике была посвящена одна из секций 3-й Международной конференции по геопоэтике (18-20 мая 2018, Москва). Негативной геопоэтике была посвящена также, в последний день конференции, мини-экспедиция по потаённым местам Москвы, для проведения которой был приглашён поэт Александр Курбатов, самый известный организатор подобных урбанистических путешествий — иными словами, геопоэт-практик[7].

## Цитаты
- "В том, что касается геопоэтики, речь не идёт ни о культурной «новинке», ни о литературной школе, ни о поэзии, понимаемой, как сокровенное искусство. Речь идёт о движении, которое затрагивает вопрос о самих основах бытия человека на земле..." (Кеннет Уайт, Le Plateau de l’albatros: Introduction à la géopoétique. Paris: Grasset, 1994)
- "Необходима новая научная дисциплина, исследующая закономерности устройства жизни человечества под воздействием сил «культурного тяготения», взамен традиционной геополитики. Назовём эту гипотетическую науку геопоэтикой, от греческого poieticos – «творческий»… Разработка методологических основ геопоэтики откроется серией докладов на футурологическом симпозиуме в июне 1995 в рамках очередного, третьего Боспорского форума современной культуры..." (Игорь Сид, доклад на Международном научном симпозиуме «Крымская (Ялтинская) конференция 1945 года: Уроки и перспективы», 1995)
- "Геопоэтика – звучит вполне понятно для современного человека, как бы заранее убедительно. …Боспорский форум в Крыму – хорошее подтверждение этой геопоэтической теории: объединяющим началом служит теперь игра, искусство, изыск... Безусловно, геопоэтика – это выдох времени, одно из существенных веяний..." (Андрей Битов, интервью "Литературной Газете", 1996)
- "Век политиков кончился, вместо геополитики приходит геопоэтика. Если её первым полигоном стал Крым, этот шов материка и моря, запада и востока – это тоже лишь естественно..." (Михаил Гаспаров, письмо к участникам Первой международной конференции по геопоэтике, 1996)
- "Геопоэтика — это особый метод письма, подобный путевому дневнику интеллектуала, или особый вид литературоведческих изысканий, сфокусированных на том, как Пространство раскрывается в слове — от скупых, назывных упоминаний в летописях, сагах, бортовых журналах пиратских капитанов до сногсшибательных образно-поэтических систем, которые мы обнаруживаем, например, у Хлебникова (применительно к системе Волга — Каспий), у Сент-Экзюпери (Сахара), у Сен-Жон Перса (Гоби, острова Карибского моря) или у Гогена (Полинезия)." (Василий Голованов, журнал "Октябрь", 2000, № 4, 2002)
- «…Самое успешное приложение геопоэтической идеи можно тем временем наблюдать на другом конце континента, а именно в Москве, где Игорь Сид основывает в 1995 году Крымский геопоэтический клуб» (Сильвия Зассе, Магдалена Маршалек, Geopoetiken. Hrsg. v. Kulturverlag Kadmos, Berlin, 2010)